# Die Brot-Piloten
Die Brot-Piloten – Zwei Erpel liefern aus (Originaltitel: Breadwinners) ist eine US-amerikanische Zeichentrickserie der Nickelodeon Animation Studios aus dem Jahr 2014. Die Serie handelt von zwei Enten, die auf einem von Tümpeln bedeckten Planeten namens Teichea Brot ausliefern.

## Handlung
Die beiden Enten SwaySway und Buhdeuce fliegen mit ihrem raketenbetriebenen Van rund um den mit Wasser bedeckten Planeten Teichea und liefern Brot an ihre Kunden aus. Dafür muss dieses Brot jedoch zunächst in den Brotminen gewonnen werden. Der hochgewachsene SwaySway ist der Kopf des Duos und Fahrer des Van; der kleine Buhdeuce ist sein Gehilfe. Gemeinsam geraten sie in allerlei Probleme, die sie oft durch eine Verwandlung in eine passende Gestalt lösen.

## Figuren
SwaySway ist eine große dünne menschenähnliche Ente und kommt aus einer Familie von Brotpiloten. Er ist stolz, diese Tradition fortzuführen. Auch wenn sein Urteilsvermögen immer wieder zu wünschen übrig lässt, hält er sich selbst für den besseren Fahrer des Duos. Er hat zwar einen Führerschein, rast mit dem Raketentruck jedoch in alles Mögliche. Seine Fähigkeiten sind Partypunch und Schuhattacke. Seine Zitate sind: Oh, Scheibenkleister und leck mich am Bürzel.
Buhdeuce ist eine kleine runde menschenähnliche Ente, SwaySways Copilot und sein bester Kumpel. Er ist zerstreut und nachlässig und glaubt, dass er schlecht im Brotausliefern ist. Daher ist er auch etwas neidisch auf SwaySway. Buhdeuces Fähigkeiten sind Popokick, Six-Pack-Faust und Ninjarolle. Seine Zitate sind: Oh, Entengrütze, Yep, Yep! und Nein, sir, nein dubidu.
Der Brotmacher wurde bisher für eine Legende gehalten, bis SwaySway und Buhdeuce ihn eines Tages in den Brotminen trafen. Er gab ihnen einen magischen Toaster, mit dem man ihn herbeirufen kann. Beim Verschwinden hinterlässt er immer Brote in seiner Körperform.
Lava-Maulwurf ist ein großer roter Maulwurf und lebt im Untergrund in den Brotminen. Er wollte den Magischen Toaster haben. Er kämpft immer gegen den Brotmacher, jedoch versagt er immer wieder.
T-Midi ist eine Eule und lebt in einem Haus, das von Bäumen umgeben ist. Er ist der beste Kunde der Brotpiloten. Er sammelt Brote und bringt sie in ein geheimes Brotlager. Außerdem hat er ein Gemälde seiner Mutter und trifft in den späteren Episoden auch den Brotmacher.
Ketta ist eine Gänse-Mechanikerin und hat immer Rollschuhe an, weil ihre Füße so richtig stinken. Sie hilft SwaySway und Buhdeuce immer, wenn sie Probleme haben. Des Öfteren sagt sie „Honk“, welches das englische Schnattern einer Gans darstellt.
Mr. Pumpers ist ein starker Manager des schwebenden Restaurants Pumpers. Er will immer reich werden. Sein Lieblingszitat ist „Boom-Lecker!“.
Ram-Bam-Boo ist eine Polizistin. Sie gibt SwaySway und Buhdeuce immer einen Strafzettel, weil sie immer Verkehrsverstöße begehen. Außerdem bekam sie einmal den Preis als strengste Polizistin von Teichea.
Jenny Quackles ist eine Ente. SwaySway ist in sie verliebt, aber sie redet nicht mit ihm. Sie steht auf einen Anführer der Biker-Enten. Sie ist die Tochter von Mrs. Quackles.
Mrs. Quackles ist die Mutter von Jenny Quackles. Sie kann SwaySway nicht leiden, weil sie denkt, SwaySway habe sie beleidigt.
Jelly ist SwaySways und Buhdeuces Haustierfrosch. Sie kann mit ihrer Zunge alles fangen. Jelly wird oft von SwaySway und Buhdeuce als braves Mädchen angesprochen. Sie ist auch eine ausgezeichnete Schlagzeugspielerin.
Mrs. Furfle ist ein altes Glühwürmchen. Sie und T-Midi waren zusammen. Ihre Bestellungen kommen immer zu spät. Sie kann Buhdeuces Namen nicht aussprechen. In den späteren Folgen kann sie auch Sway Sways Namen nicht aussprechen.
Der Geschirrspüler ist ein sprechender Geschirrspüler. Er haute ab, als er den dreckigen Geschirrberg gesehen hat. Er ist auch im Teichea-Dreieck zu sehen.
Oonski, der Große ist ein Wikingerbiber. Er frisst, kloppt und stiehlt. In der Folge Verrückt nach Vanessa wollte er einen Raketentruck stehlen. In der Folge Das irre Greifarm-Spiel hält er Buhdeuce als Spielzeug. In der Folge Oonski, der Dankbare wurde er fast von einem Wolkenmonster gefressen, wurde aber von SwaySway und Buhdeuce gerettet. Er hatte sich bei ihnen bedankt und hatte SwaySway und Buhdeuce gedient. Er spricht immer in der dritten Person von sich und singt immer Rockmusik. Er kann es überhaupt nicht leiden, wenn man seinen Siegestanz unterbricht.
Poltergans ist ein Geisterganter der in Teichea-Dreieck lebte. Er kann jeden nerven, wenn er „Honk Honk“ sagt. Als die Brotpiloten wieder beim Teichea-Dreieck sind, wirft SwaySway Poltergans weg. Er kann Sachen schweben lassen, aber als er loslässt geht es kaputt.
Die Pizzapiloten Zoona und Roni sind die Rivalen von SwaySway und Buhdeuce. Sie haben mit den Brotpiloten eine Wette abgeschlossen, wer die meisten Kunden beliefert. Die Pizzapiloten haben gewonnen und kriegen alles von den Brot-Piloten. Als die Pizza-Piloten Pizza in den Teich werfen, werden sie von den Monstern angegriffen. In der Folge Der Fürst der Pizza-Piloten werden sie von dem Pizzafürsten losgeschickt, um mehr Pizza zu liefern, sonst würde er sie aufessen.
Der Brotator ist ein Wesen, das in den Brotminen sein Unwesen treibt. Er forderte SwaySway und Buhdeuce zum Basketballspielen heraus. Am Ende verlor er gegen die Brotpiloten.

## Produktion
Die Serie wurde konzipiert von Steve Borst und Gary DiRaffaele. Beide trafen sich erstmals 2011, als sie an der Zeichentrickserie Mad für Warner Brothers arbeiteten. Da beide sich gut verstanden, entwickelten sie in den nächsten Monaten die Idee von Brot ausliefernden Enten – zunächst für einen Kurzfilm. Borst schrieb für diesen die Geschichte und DiRaffaele setzte den Film innerhalb von zwei Monaten um. Der Kurzfilm wurde bei einem kleinen Filmfestival in New York gezeigt und auf Youtube hochgeladen. Dort war das Video bereits ein großer Erfolg. Schließlich wurde DiRaffaele wegen des Films von Nickelodeon kontaktiert, um daraus eine Serie zu machen.
Die Arbeitsteilung der beiden Executive Producer blieb bestehen und sie arbeiteten eng mit den Nickelodeon Animation Studios zusammen, in denen die Serie produziert wurde. Kurzfilm und Serie wurden als 2D-Animation produziert, dabei aber digitale Werkzeuge verwendet. Der Film wurde als Flash Video erstellt, dadurch bedingte Einschränkungen sah DiRaffaele als Herausforderung und Inspiration. Eine weitere Inspiration für das Design waren Computerspiele der frühen 1990er Jahre. Das Design ist auch bewusst darauf hin entworfen, besonders verrückt, seltsam und lustig zu sein. Der Inhalt der Serie, insbesondere Begegnungen mit Enten-Gangs in der Stadt, sind beeinflusst von DiRaffaeles Kindheit in einer italienisch-amerikanischen Familie in New York, in der Brot das Grundnahrungsmittel war.
Der Großteil der Animationsarbeiten fand in den Titmouse Studios in Vancouver statt. Als Regisseure waren Casey Leonard, Dave Stone, Chris Martin, Ken McIntyre, Gary Doodles und Brian Morante beschäftigt. Die Musik stammt von Tommy Sica und für den Schnitt war Erik Petraitis verantwortlich. Die künstlerische Leitung lag bei Jonathan Renoni.

## Synchronisation
| Rolle                         | Originalsprecher    | deutsche Sprecher    |
| ----------------------------- | ------------------- | -------------------- |
| SwaySway                      | Robbie Daymond      | Julien Haggège       |
| Buhdeuce                      | Eric Bauza          | Tim Kreuer           |
| Der Brotmacher                | Fred Tatasciore     | Matti Klemm          |
| Lava-Maulwurf                 | John DiMaggio       | Marco Kröger         |
| T-Midi                        | S. Scott Bullock    | Michael Pan          |
| Mrs. Furfle                   | Cree Summer         | Eva-Maria Werth      |
| Mr. Pumpers                   | Michael-Leon Wooley | Stefan Gossler       |
| Ketta                         | Kari Wahlgren       | Julia Kaufmann       |
| Ram-Bam-Boo                   | Audrey Wasilewski   | Tanja Dohse          |
| Oonski, der Große             | Nolan North         | Tilo Schmitz         |
| Kapitän                       | Nolan North         | Hans Hohlbein        |
| Poltergans                    | Max Mittleman       | Santiago Ziesmer     |
| Teichmonster                  | Fred Tatasciore     | Klaus Lochthove      |
| Zoona                         | Tara Strong         | Josephine Schmidt    |
| Roni                          | Candi Milo          | Daniela Reidies      |
| Kristiana Schnappkiefer       | Kari Wahlgren       |                      |
| Lionel Metalman               | Robbie Daymond      | Marco Kröger         |
| Peebee                        | Eric Bauza          | Sebastian Schulz     |
| Buhdeuces Hintern             | Roger Craig Smith   | Johannes Semm        |
| Zahnfee                       | Eliza Schneider     | Esra Vural           |
| Der Brotator                  | Imari Williams      | Gerald Paradies      |
| Käpt'n Michael Krätzeschnabel | Trevor Devall       | Klaus-Dieter Klebsch |

Die Synchronisation übernahm die EuroSync GmbH in Berlin. Das Synchronbuch verfasste Sven Plate, der auch die Dialogregie führte.

## Veröffentlichung
In den Vereinigten Staaten wird die erste Staffel mit 20 Folgen seit dem 17. Februar 2014 auf dem Sender Nickelodeon ausgestrahlt. Dabei fand am 17. Februar die Ausstrahlung eines Previews statt, die regelmäßige Ausstrahlung begann am 22. des gleichen Monats. Ab dem 8. März wurde Die Brot-Piloten in Kanada gezeigt, später auch im Vereinigten Königreich, Irland, Australien und Neuseeland. Im Mai 2014 wurde bekannt, dass es eine zweite Staffel geben soll, ebenfalls mit 20 Folgen.
Die deutschsprachige Erstausstrahlung fand am 29. September 2014 auf Nickelodeon Deutschland statt.

### Episodenliste
| Nummer (gesamt) | Nummer (Staffel) | Deutscher Titel                                    | Originaltitel             | Erstausstrahlung (Nickelodeon USA) | Erstausstrahlung (Nickelodeon Deutschland) |
| 01              | 01               | Ghetto-Brot                                        | Thug Loaf                 | 17. Februar 2014                   | 29. September 2014                         |
| 01              | 02               | Alles meins Der magische Toaster (Alternativtitel) | Mine All Mine             | 17. Februar 2014                   | 29. September 2014                         |
| 02              | 03               | Müffliger Mundgeruch                               | Stank Breath              | 1. März 2014                       | 30. September 2014                         |
| 02              | 04               | Ein froschiger Nachmittag                          | Frog Day Afternoon        | 1. März 2014                       | 30. September 2014                         |
| 03              | 05               | Der Mitarbeiter des Monats                         | Employee Of The Month     | 8. März 2014                       | 1. Oktober 2014                            |
| 03              | 06               | Die Drückeberger-Bro’s                             | Brocrastination           | 8. März 2014                       | 1. Oktober 2014                            |
| 04              | 07               | Raketenärger                                       | Rocket Trouble            | 15. März 2014                      | 2. Oktober 2014                            |
| 04              | 08               | Die Schimmelkrieger                                | The Brave And The Mold    | 15. März 2014                      | 2. Oktober 2014                            |
| 05              | 09               | Verschollen im Teich …                             | Lost At Pond              | 22. März 2014                      | 3. Oktober 2014                            |
| 05              | 10               | Die Chaos-Pfleger                                  | From Bad To Nurse         | 22. März 2014                      | 3. Oktober 2014                            |
| 06              | 11               | Das Liebes-Brot                                    | Love Loaf                 | 29. März 2014                      | 6. Oktober 2014                            |
| 06              | 12               | Ein Strandtag des Grauens                          | Beach Day of Horror       | 29. März 2014                      | 7. Oktober 2014                            |
| 07              | 13               | Verrückt nach Vanessa                              | Quazy For Vanessa         | 31. Mai 2014                       | 8. Oktober 2014                            |
| 07              | 14               | Der Tunnel der Angst                               | Tunnel Of Fear            | 31. Mai 2014                       | 9. Oktober 2014                            |
| 08              | 15               | Die Brotpiloten-Fahrschule                         | Driver’s Breaducation     | 7. Juni 2014                       | 10. Oktober 2014                           |
| 08              | 16               | Der Fress-Fight-Club                               | Food Fight Club           | 7. Juni 2014                       | 13. Oktober 2014                           |
| 09              | 17               | Die Kellner-Enten                                  | Diner Ducks               | 14. Juni 2014                      | 14. Oktober 2014                           |
| 09              | 18               | Das Vertausche-Brot                                | Switcheroo                | 14. Juni 2014                      | 15. Oktober 2014                           |
| 10              | 19               | Der zufriedenste Kunde                             | Introducktions            | 20. September 2014                 | 10. Februar 2015                           |
| 10              | 20               | Kampf der Federgewichte                            | Fowl Feud                 | 20. September 2014                 | 11. Februar 2015                           |
| 11              | 21               | Das irre Greifarm-Spiel                            | Insane In The Crane Game  | 27. September 2014                 | 16. Oktober 2014                           |
| 11              | 22               | Buhdeuce läuft Amok                                | Buhdeuce Goes Berserks    | 27. September 2014                 | 17. Oktober 2014                           |
| 12              | 23               | Klein-Broti                                        | Lil Loafie                | 4. Oktober 2014                    | 16. Februar 2015                           |
| 12              | 24               | Oonski, der Dankbare                               | Oonski The Grateful       | 4. Oktober 2014                    | 17. Februar 2015                           |
| 13              | 25               | TNT-Midi                                           | TNT-Midi                  | 11. Oktober 2014                   | 20. Oktober 2014                           |
| 13              | 26               | Polter-Gans                                        | Poltergoose               | 11. Oktober 2014                   | 21. Oktober 2014                           |
| 14              | 27               | Die Nacht der lebenden Brote                       | Night of the Living Bread | 18. Oktober 2014                   | 20. Februar 2015                           |
| 15              | 28               | Die Pizzapiloten                                   | Pizzawinners              | 1. November 2014                   | 18. Februar 2015                           |
| 15              | 29               | Das „Nochmal-Gestern“-Brot                         | Yeasterday                | 1. November 2014                   | 19. Februar 2015                           |
| 16              | 30               | Weltraum-Enten                                     | Space Ducks               | 15. November 2014                  | 12. Februar 2015                           |
| 16              | 31               | Die Kettastrophe                                   | Kettastrophe              | 15. November 2014                  | 13. Februar 2015                           |
| 17              | 32               | Teichea sucht das Supertalent                      | Pondgea's Got Talent      | 22. November 2014                  | 17. August 2015                            |
| 17              | 33               | Maulwurfszorn                                      | Raging Mole               | 22. November 2014                  | 17. August 2015                            |
| 18              | 34               | Roboter-Arme                                       | Robot Arms                | 12. April 2015                     | 18. August 2015                            |
| 18              | 35               | Peebee und Jelly                                   | PB & J                    | 12. April 2015                     | 19. August 2015                            |
| 19              | 36               | Buhdeuce, der Filmstar                             | Big Screen Buhdeuce       | 19. April 2015                     | 20. August 2015                            |
| 19              | 37               | Wochenende bei Mrs. Furfle                         | Weekend at Furfle's       | 19. April 2015                     | 21. August 2015                            |
| 20              | 38               | Zwei Erpel vom gleichen Schlag                     | Birds of a Feather        | 26. April 2015                     | 9. Februar 2015                            |

| Nummer (gesamt) | Nummer (Staffel) | Deutscher Titel         | Originaltitel                      | Erstausstrahlung (Nickelodeon USA) | Erstausstrahlung (Nickelodeon Deutschland) |
| 21              | 01               | Die Baby-Monster-Sitter | Adventures in Big Baby Bun Sitting | 05.04.2015                         | 24.08.2015                                 |
| 21              | 02               | Das Krümelhirn          | Crumbskull                         | 05.04.2015                         | 25.08.2015                                 |

## Rezeption
Laut Los Angeles Times erkennt man der Serie deutlich ihre Zielgruppe von 6- bis 11-jährigen Jungen an. Hauptthemen sind einfache Probleme des Alltags, wie sie Kinder dieses Alters haben. Und auch die Protagonisten verhalten sich dieser Altersgruppe entsprechend. Zynische oder ironische Figuren wie in den Programmen von Fox oder Cartoon Network bietet Brot-Piloten nicht. Robert Lloyd erinnert die Serie an Basil Woon, Garbage Pail Kids und Total Television, auch wenn dies von den Machern vielleicht nicht beabsichtigt sei. Die Einflüsse der frühen Videospiele seien clever umgesetzt worden. Inhaltlich besteht die Serie vor allem aus schneller Action, schlechten Wortspielen, Fäkalhumor, Versatzstücken von altem HipHop; sie ist laut und oft widerlich, im Grunde aber auch genial. Zumindest sei sie für Kinder auch nicht schädlich. Im Animation Magazine wird hervorgehoben, dass die Serie neben „coolen retro-Designs und Unglücken mit dem Raketen-Lieferwagen“ auch viel Musik bietet, der die ständigen Action- und Tanzszenen unterstützt.
Tom Conroy von Media Life wünschte sich, Nickelodeon hätte sein Publikum mit dieser Serie verschont. Die Geschichten und Figuren seien unoriginell, die Musik wirke wie ständig wiederholt und nervig, und das ganze Serienkonzept mache den Eindruck als hätte man es nur schnell heruntergeschrieben. Für jüngere Kinder sei die Serie zu laut und gewalthaltig, für ältere zu dumm.